# Dansk Kvindesamfund

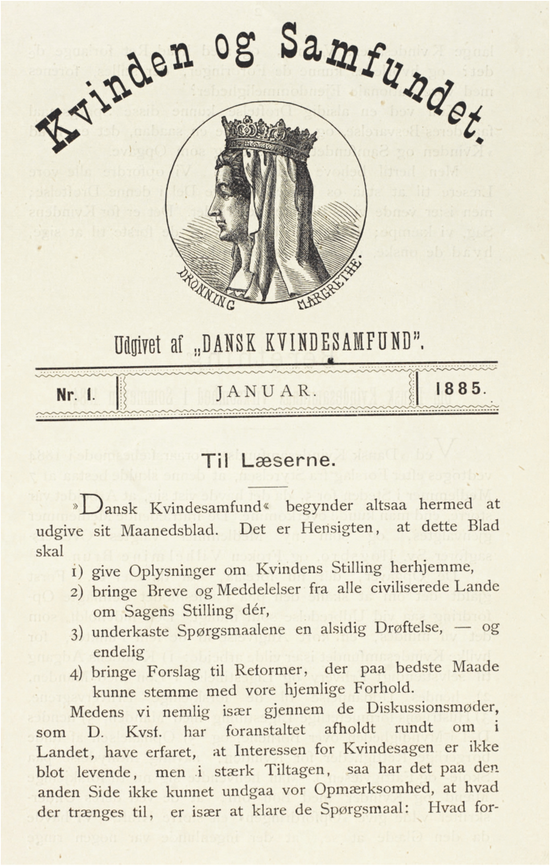
Första nummer av Kvinden og Samfundet, publicerat i januari 1885

Dansk Kvindesamfund eller DK är Danmarks äldsta kvinnoorganisation, grundad 24 februari 1871 efter ett initiativ av ordförande Matilde Bajer och hennes make Fredrik Bajer (som själv blev medlem först 1872). Samfundet bildades som medlem i Association Internationale des Femmes, men skiljdes redan samma år från huvudföreningen. Den publicerar sedan januari 1885 världens äldsta kvinnosakstidning, Kvinden og Samfundet.
En av föreningens tidiga medlemmar och tillika ordförande efter namnbytet var författaren Mathilde Fibiger som sedermera blev Danmarks första kvinnliga tjänsteman. Sedan 1970 har föreningen varje år delat ut Mathildeprisen till hennes minne till en person eller organisation som på ett förtjänstfullt sätt främjat jämlikhet mellan könen.

## Historia

### Tidig historia
Organisationen bildades som medlem av International Alliance of Women och hade initialt namnet ”Comité local de l’association internationale des femmes” (AIF). Föreningens fyra konstituerande medlemmar enligt protokollet var Matilde Bajer, Elisabet Ouchterlony, Tagea Johansen och Caroline Testman som kassör. Inom några veckor börjar man diskutera namnbytet från franska till danska, den 26 april uppläses sedan ett brev från centralkommittén med önskemål om att landsföreningarna istället ska bli självständiga. Bajer avgick som ordförande i slutet av 1871 i samband med en graviditet, men också föreningens rekonstruktion och hennes motstånd mot utträdet från AIF har nämnts som en orsak. Ersättaren Caroline Testman tog initiativ till en yrkesskola för kvinnor som bildades 1872, för att öka kvinnors möjligheter till jobb och inkomst och som under Testmans ledning han utbilda drygt 1200 kvinnor innan nedläggningen 1903. Man beslutar också att föreningen inte är öppen, medlemmar kan bara nomineras av den som redan är medlem och väljs in med enkel majoritet.

### Kvinnlig rösträtt
Idéer om kvinnlig rösträtt tog på allvar fart i Danmark under påverkan av revolutionära idéer efter 1840-talet där Mathilde Fibiger spelade en av huvudrollerna med sin roman Clara Raphael. Förslag om medborgerliga rättigheter för kvinnor togs upp i föreningen för första gången 1884 utan att antas. Först tre år senare, 1887, antogs följande programförklaring:
| ” | Dansk Kvindesamfunds formål er at dygtiggøre kvinderne og virke for deres ligeberettigelse i familie, samfund og stat. | „ |

Förslaget väckte mycket uppståndelse och ändrades snabbt till en mindre uppseendeväckande formulering som genomgick revisioner ända fram till 1915, men kravet på rösträtt kvarstod. Året efter påbörjades insamlingen av namnunderskrifter från hela Danmark och man överlämnade en lista till riksdagen med över 20 000 underskrifter till stöd för förslaget.
Mathilde Bajer hade under tiden hunnit börja tröttna på föreningens senfärdighet och grundade 1886 den mer radikala Kvindelig Fremskridtsforening och 1889 den i övrigt politiskt neutrala Kvindevalgretsforeningen som enbart fokuserade på rösträttsfrågan. Trots ansträngningarna skulle det dröja till 1908 innan kvinnor fick kommunal rösträtt i Danmark.

#### Rösträtt till Riksdagen

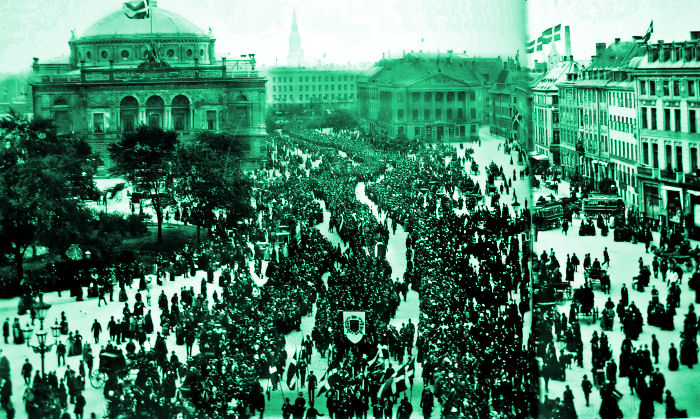
Kvinnomarschen 5 juni 1915

Många politiker hade upprepat att om man nu gav kvinnorna lillfingret (kommunal rösträtt) skulle de snart ta hela handen (allmän rösträtt), det skulle snart visa sig att de hade rätt. I samband med valet 1909 demonstrerade kvinnor i hela landet under parollen:
| ” | "Der er ikke almindelig valgret i Danmark, når kvinderne er uden politisk valgret". | „ |

Till sist röstas en ny grundlag igenom 5 juni 1915 som gav danska kvinnor rätt att rösta i val till samt att ställa upp som kandidat till Folketinget och Landstinget. Beslutet firades med ett långt demonstrationståg som lockade över 10 000 deltagare, och med ett tal till riksdagen som avslutades:
| ”                                                     | “Vi er os bevidst at der følger Ansvar og Pligter med de nye Rettigheder, og vi udtaler som vort Haab og vort alvorlige Ønske, at Kvindernes Deltagelse i det politiske Liv maa blive til Lykke for Land og Folk.” | „ |
| – Danska kvinnors anförande till regering och riksdag | |   |

Efter folketingsvalet 2011 utgjorde kvinnor 39,1 % av Folketingets medlemmar.

### Abortfrågan
Danmark har haft begränsad abort av medicinska skäl, efter våldtäkt eller vid misstanke om allvarliga missbildningar sedan 1939. Dansk Kvindesamfund tog upp aborträtten i sitt program 1966, men organisationens passivitet i frågan ledde till att dess ungdomskrets 1968 bröt med moderorganisationen och bildade den självständiga föreningen Individ og Samfund, ur vilken Rødstrømperne bildades 1970. Dansk Kvindesamfund började bedriva aktivt kampanjande för saken från och med 1969 och fri abort infördes 1973. Danmark har numera fri abort upp till vecka 12 och möjlighet till abort vid särskilda skäl upp till vecka 16. Dansk vårdpersonal omfattas till skillnad från svensk av samvetsklausulen när det gäller abortfrågan. 2003 svarade 92 % av danskarna att de var för fri abort, samtidigt uttryckte 47% att abort är problematiskt ur ett etiskt perspektiv.

### Kampanj mot sexköp
Dansk Kvindesamfund startade den 8 mars 2008 (internationella kvinnodagen) webbkampanjen Forbyd Sexkøb Nu! Kampanjen inbegrep en namninsamling som lämnades över till ansvarig minister 18 oktober 2008. Över 2000 utländska kvinnor beräknas arbeta som prostituerade i Danmark.

### Samtyckeslagstiftning
Danske Kvindesamfund är en av flera organisationer som driver opinionsbildning för att införa samtyckesbaserad våldtäktslagstiftning i Danmark. Enligt nuvarande lagstiftning krävs hot, våld, annat tvång eller att offret varit i ett tillstånd som medfört att hon inte kunnat säga nej. Det årliga antalet våldtäkter och våldtäktsförsök i Danmark uppskattades 2018 till 5 400, varav 1 079 anmäldes till polis och 69 ledde till fällande dom.

### Insamling för att köpa Dannerhuset
Dannerhuset är en verksamhet specialiserad på könsbaserat våld som erbjuder rådgivning och tillflyktsort för våldsutsatta kvinnor och barn. Organisationen engagerar ungefär 40 anställda och samlar fler än 200 frivilliga i olika frivilliggrupper. Verksamheten grundades 1873 av Grevinnan af Danner i form av Frederik den Syvendes Stiftelse. 1979 hade stiftelsen i stort sett slut på pengar och övervägde att sälja huset vidare till en entreprenör som planerade att riva huset och bygga kontor på tomten. Det ledde till att huset ockuperades av aktivister från flera kvinnosaksorganisationer vilket i stort sett omöjliggjorde köpet. Man erbjöds att köpa huset för 3,5 miljoner kronor, men det var för mycket pengar. Efter förhandlingar och en omfattande nationell insamling företagen av Dansk kvindesamfund och de övriga organisationerna fick man ihop tillräckligt med pengar för att både köpa och renovera fastigheten som togs över av den nybildade Dannerstiftelsen.

## Kriscenter
Föreningen har öppnat två kriscenter för våldsutsatta kvinnor sedan 2006. Centret i Fredriksberg är öppet varje dag och erbjuder tillfällig bostad för upp till 8 kvinnor och deras barn. Centret i Köpenhamn är öppet dygnet runt, året runt och erbjuder tillfällig bostad för upp till 20 kvinnor och deras barn.
Centren erbjuder också råd och stöd till drabbade kvinnor på plats, över internet eller via telefon under öppettiderna.

## Ordförande
Följande är en lista över ordförande i Dansk Kvindesamfund:
- Matilde Bajer (1871)
- Severine Casse (1871–1872)
- Caroline Testman (1872–1883)
- Marie Rovsing (1883–1887)
- Kirstine Frederiksen (1887–1894)
- Jutta Bojsen-Møller (1894–1910)
- Marie Riising Rasmussen (1910–1912)
- Astrid Stampe Feddersen (1912–1918)
- Julie Arenholt (1918–1921)
- Gyrithe Lemche (1921–1922)
- Karen Hessel (1922–1924)
- Elisa Petersen (1924–1931)
- Marie Hjelmer (1931–1936)
- Edel Saunte (1936–1941)
- Andrea Hedegaard (1941–1943)
- Ingrid Larsen (1943–1947)
- Margrethe Petersen (1947–1948)
- Erna Sørensen (1948–1951)
- Hanne Budtz (1951–1956)
- Karen Rasmussen (1956–1958)
- Lis Groes (1958–1964)
- Inger Wilfred Jensen (1963–1966)
- Nathalie Lind (1966–1968)
- Eva Hemmer Hansen (1968–1971)
- Grete Munk (1971–1974)
- Grethe Fenger Møller (1974–1981)
- Jytte Thorbek (1981–1983)
- Helle Jarlmose (1983–1987)
- Lene Pind (1987–1991)
- Benthe Stig (1991–1993)
- Brita Foged (1993–1995)
- Lenie Persson (1995–1999)
- Karen Hallberg (1999-2011)
- Lisa Holmfjord (2011–)

## Externa Länkar
- Kvinnfo.dk - tidskriftsdatabas
- Mathildeprisen på Dansk Kvindesamfunds webbplats